# Пол Модрич
Пол Модрич (англ. Paul L. Modrich) — американський вчений-біохімік, доктор наук (1973, Стенфордський університет), професор Університету Дюка. У 2015 розділив Нобелівську премію з хімії разом з Томасом Ліндалем і Азізом Санджаром з формулюванням «за дослідження механізмів відновлення ДНК».

## Нагороди
- 2015 Нобелівська премія